# بار آلوستاتیک

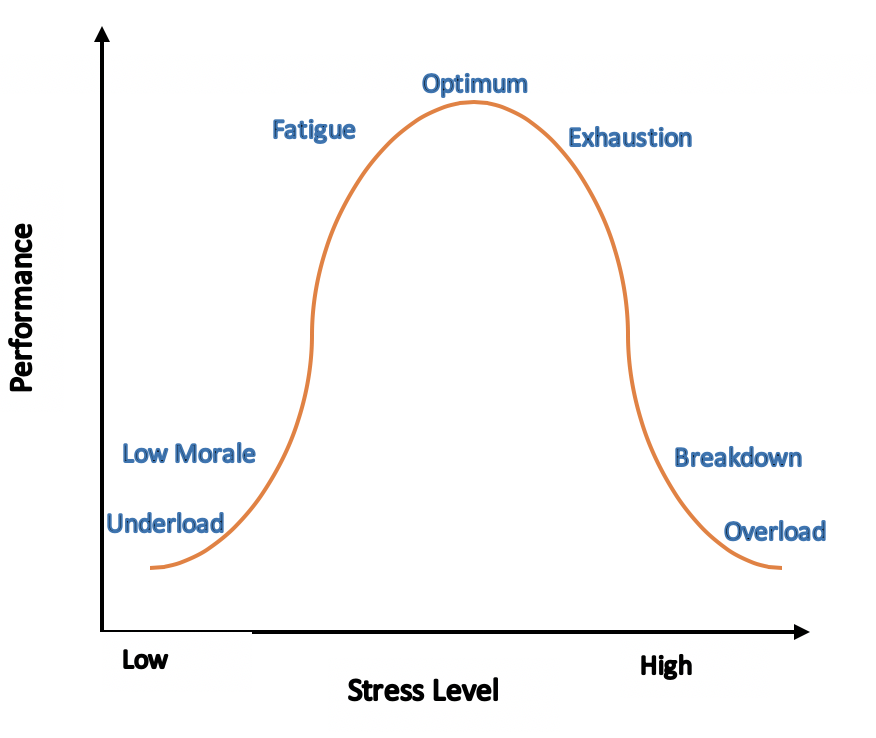
بار آلوستاتیک

بار آلوستاتیک (به انگلیسی: Allostatic load)، «فرسودگی بدن» است که وقتی فرد در معرض استرس مکرر یا مزمن قرار می‌گیرد، جمع می‌شود. این اصطلاح در سال ۱۹۹۳ توسط بروس مک ایون و ستلار ابداع شد؛ و نشان دهندهٔ اثرات فیزیولوژیکی پیامدهای مواجههٔ مزمن با نوسان یا افزایش عصبی یا غددی عصبی است که در پاسخ به قرارگیری مزمن یا طولانی‌مدت در معرض استرس می‌باشد.